# Terminsgebühr
Terminsgebühr ist ein Terminus aus dem deutschen Rechtsanwaltsvergütungsgesetz (RVG). Er bezeichnet diejenige Gebühr, die im Zusammenhang mit bestimmten Handlungen eines Rechtsanwalts gemäß § 34 RVG entsteht.
So entsteht eine Terminsgebühr in den meisten gerichtlichen Verfahren, wie für:
- die Vertretung in einem Verhandlungs-, Erörterungs- oder Beweisaufnahmetermin,
- die Wahrnehmung eines von einem gerichtlich bestellten Sachverständigen anberaumten Termins oder
- die Mitwirkung an auf die Vermeidung oder Erledigung des Verfahrens gerichteten Besprechungen auch ohne Beteiligung des Gerichts; dies gilt nicht für Besprechungen mit dem Auftraggeber.

Die Höhe liegt gemäß Nr. 3104 VV RVG hierbei grundsätzlich bei einer 1,2-fachen Gebühr im Sinne der Gebührentabelle des RVG. Für die dritte Alternative kann ggf. auch eine telefonische Mitwirkung genügen. Innerhalb eines Rechtszuges fällt die Terminsgebühr nur einmal an, auch wenn mehrere Termine stattgefunden haben oder mehrere gebührenauslösende Tatbestände verwirklicht wurden; eine geringfügige Erhöhung der Terminsgebühr tritt nach Nr. 1010 VV RVG jedoch ein, wenn in mindestens drei gerichtlichen Terminen Zeugen oder Sachverständige vernommen werden. Sollten in einem Verfahren mehrere Anwälte für denselben Beteiligten tätig werden, so z. B. bei einer Terminsvertretung oder bei einem Anwaltswechsel, ist mehr als insgesamt eine Terminsgebühr nur erstattungsfähig, sofern ein besonderer unverschuldeter Grund vorliegt. 
Unabhängig von der Wahrnehmung des Termins entsteht eine Terminsgebühr auch, wenn
- in einem Verfahren, für das mündliche Verhandlung vorgeschrieben ist, im Einverständnis mit den Parteien oder Beteiligten oder gemäß § 307 oder § 495a ZPO ohne mündliche Verhandlung entschieden oder in einem solchen Verfahren ein schriftlicher Vergleich geschlossen wird,
- nach § 84 Abs. 1 Satz 1 VwGO oder § 105 Abs. 1 SGG ohne mündliche Verhandlung durch Gerichtsbescheid entschieden wird oder
- das Verfahren vor dem Sozialgericht nach angenommenem Anerkenntnis ohne mündliche Verhandlung endet.

Bei Erlass eines Versäumnisurteils aufgrund von schuldhafter Säumnis der Gegenseite ermäßigt sich die Terminsgebühr gemäß Nr. 3105 VV RVG auf die halbe Gebühr im Sinne der Gebührentabelle des RVG.